# Hofmannův přesmyk
Hofmannův přesmyk (také Hofmannova degradace neboli Hofmannovo odbourávání je organická reakce, při níž se amid karboxylové kyseliny přeměňuje na primární amin, který má o jeden atom uhlíku méně.

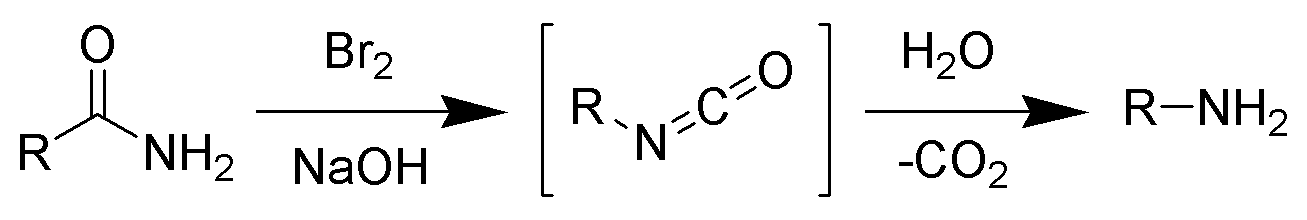
Hofmannův přesmyk

## Mechanismus
Reakcí bromu s hydroxidem sodným vzniká bromnan sodný, který dále reaguje s primárním amidem za tvorby isokyanátového meziproduktu; ke vzniku nitrenového meziproduktu nedochází, jelikož by se musela tvořit také hydroxamová kyselina, což nebylo nikdy pozorováno. Isokyanát se následně hydrolyzuje na primární amin, přičemž dochází k uvolnění oxidu uhličitého.
1. Zásada odštěpí proton z vazby N-H za vzniku aniontu.
2. Anion reaguje s bromem α-substituční reakcí za vzniku N-bromamidu.
3. Odštěpením zbývajícího amidového protonu pomocí zásady se utváří bromamidový anion.
4. Bromamidový anion se přesmykuje, skupina R se přesouvá z karbonylového uhlíku na dusík současně s odštěpením bromidového iontu, za tvorby isokyanátu.
5. Proběhne nukleofilní adice vody na isokyanát za vzniku derivátu kyseliny karbamové.
6. Z karbamátu se odštěpí oxid uhličitý a vznikne amin.

## Obměny

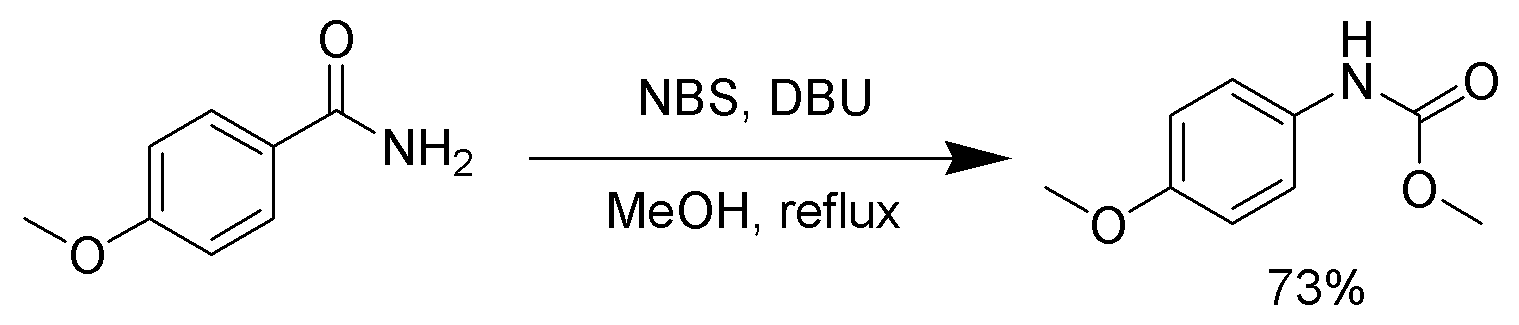
Hofmannův přesmyk za použití N-bromsukcinimidu

Brom lze při Hofmannově přesmyku nahradit několika jinými látkami, jako jsou například chlornan sodný, octan olovičitý, N-bromsukcinimid, (bis(trifluoracetoxy)jod)benzen, a 1,8-diazabicyklo[5.4.0]undec-7-en (DBU) V níže zobrazeném příkladu je isokyanátový meziprodukt zachycen methanolem, čímž vzniká karbamát.
K zachycení isokyanátu lze použít také terc-butylalkohol, v takovém případě se utváří amin chráněný terc-butyloxykarbonylovou skupinou.
Hofmannův přesmyk lze též použít k přípravě karbamátů z α,β-nenasycených či α-hydroxylovaných amidů nebo nitrilů z α,β-acetylenových amidů.
Při syntéze amiloridu se pro úspěšné provedení Hofmannova přesmyku používá kyselina bromná.

## Použití
- Přeměna alifatických i aromatických amidů na aminy
- Při přípravě kyseliny anthranilové z ftalimidu
- Přeměna kyseliny nikotinové na 3-aminopyridin
- Při syntéze gabapentinu se provádí monoamidace kyseliny 1,1-cyklohexandioctové amoniakem, po níž následuje Hofmannův přesmyk.